# جيمس ميللر
جيمس هنري دومنيك ميللر (بالإنجليزية: James Henry Dominic Miller)‏ أو جيمس ميللر (18 ديسمبر 1968 - 2 مايو 2003). كان منتجا ومخرجا ومصورا صحفيا من ويلز يعمل لصالح هيئة الإذاعة البريطانية (بي بي سي)، حاز على عدة جوائز بينها خمسة جوائز إيمي. قتل في 2 مايو 2003 بواسطة إطلاق نار من قبل قوات جيش الاحتلال الإسرائيلي حين كان يصور فيلما وثائقيا في رفح في قطاع غزة.
جيمس ميللر كان متزوجا من صوفي وارين نوت، وكان أبا لطفلين ألكسندر وتشارلوت.

## مقتله
كان ميللر متواجدا في قطاع غزة حيث كان يقوم بتصوير فيلم وثائقي بعنوان الموت في غزة "Death in Gaza" عن الأطفال على كلا جهتي النزاع، حيث قتل برصاص انطلق من عربة إسرائيلية مدرعة في اليوم الأخير من وجوده في غزة قبل أن يقوم بتصوير الجانب الآخر من القصة.
بعد مقتله ضغطت بريطانيا وأسرة ميللر من أجل إجراء تحقيقي في مقتله في ظل مماطلة إسرائيلية ونفي مسؤوليتها عن مقتل المصور البريطاني، حيث اضطر الجيش الإسرائيلي إلى إجراء «تحقيق داخلي» في مقتله، وأسفرت نتائج التحقيق عن ان الرصاصة انطلقت من مدرعة إسرائيلية. وان الجنود الذين قتلوه كانوا يعرفونه وأنهم شاهدوا العلم الأبيض الذي كان يرفعه كي لايطلقوا النار.

## روابط خارجية
- جيمس ميللر على موقع IMDb (الإنجليزية)
- جيمس ميللر على موقع أول موفي (الإنجليزية)
- جيمس ميللر على موقع قاعدة بيانات الفيلم (الإنجليزية)
- جيمس ميللر على موقع كينوبويسك (الروسية)